# Горст Бруммаєр
Горст Бруммаєр (нім. Horst Brummeier, нар. 31 грудня 1945, Траун) — колишній австрійський футбольний арбітр. Арбітр ФІФА у 1978—1990 роках.

## Кар'єра
Він був найкращим австрійським футбольним арбітром 1980-х років.
Найвищими призначеннями Горста були робота на чемпіонаті світу 1986 року, де він відсудив матч групового етапу Іспанія — Північна Ірландія (2:1), а також був четвертим суддею на грі СРСР — Угорщина, а через два роки поїхав і на чемпіонат Європи 1988 року, відсудивши матч групового етапу Ірландія — Нідерланди, виграний голландцями 1:0.
Крім того, у 1980 року він працював на другому фіналі молодіжного чемпіонату Європи між СРСР та Східною Німеччиною, а у 1983 році відсудив один матч на молодіжному чемпіонат світу у Мексиці. 20 грудня того ж року був головним арбітром другого поєдинку Суперкубка Європи між «Абердином» та «Гамбургом» (1:1).
Він також може похвалитися роботою на у двох півфіналах Кубка володарів Кубків (у 1982 та 1987 роках) та трьох півфіналах Кубка УЄФА (у 1984, 1986 та 1989 роках).
По завершенні суддівської кар'єри став спостерігачем арбітрів УЄФА .